# مران أمريكي
المُران الأمريكي (باللاتينية: Fraxinus americana) نوع نباتي ينتمي إلى جنس المُران من الفصيلة الزيتونية.
موطنه شرق أمريكا الشمالية من جنوب شرق كندا إلى شرق الولايات المتحدة وصولاً إلى شمال فلوريدا.